# Liczba Grahama

Ronald Graham

Liczba Grahama – liczba będąca górnym oszacowaniem rozwiązania problemu twierdzenia Ramseya. Wpisana do Księgi rekordów Guinnessa jako największa liczba użyta w twierdzeniu matematycznym. Nazwana od jej twórcy, matematyka Ronalda Grahama.

## Definicja
Niech {\displaystyle G_{1}=3\uparrow ^{4}3} (zob. Notacja strzałkowa). Wtedy {\displaystyle G_{2}=3\uparrow ^{G_{1}}3,} {\displaystyle G_{3}=3\uparrow ^{G_{2}}3,} itd. Liczba {\displaystyle G_{64}} jest liczbą Grahama.

## Problem Grahama-Rothschilda
Graham i Rothschild zajmowali się uogólnionym Twierdzeniem Ramseya. W 1971 opublikowali pracę, w której udowodnili istnienie takiej liczby naturalnej {\displaystyle n,} że w dowolnym dwukolorowaniu krawędzi grafu pełnego powiązanego z {\displaystyle n}-wymiarową kostką jednostkową zawsze pojawi się płaska jednokolorowa klika {\displaystyle K_{4}.} Najmniejsze {\displaystyle n} o tej własności oznaczono przez RG(1,2,2), gdzie:
1 – kolorowane są obiekty jednowymiarowe (krawędzie),
2 – obiekt, który musi się pojawić, jest dwuwymiarowy (płaska klika {\displaystyle K_{4}}),
2 – użyto dwóch kolorów.
Dokładna wartość tej liczby nie jest znana, zawiera się w przedziale: {\displaystyle 13\leqslant n\leqslant G_{64}}